# Flitto
 (janvier 2016).
Flitto est une entreprise de traduction fondée en 2012. Elle utilise la production participative (crowdsourcing) disponible sur iOS, Android et le Web,,,,,.

## Historique
Flitto a été créé le 1er septembre 2012, par Simon Lee, Dan Kang, et Jin Kim. La société a été choisie pour rejoindre le programme d'incubation SpringBoard à Londres (maintenant TechStars Londres) la même année[source insuffisante]. Le premier bureau officiel de Flitto était situé à Yeoksam-dong, dans l'arrondissement Gangnam, à Séoul. Sa succursale actuelle se situe dans un autre quartier du même arrondissement, à Samseong-dong. La société possède également des locaux dans la Silicon Valley depuis 2013 et à Beijing depuis 2015. 

## Informations économiques
En 2012, DSC investissement fournit un capital de 800 000 $ à Flitto pour son démarrage. 

## Prestations
Les utilisateurs ont besoin de points pour demander une traduction. Ces points peuvent être achetés ou bien gagnés en soumettant des traductions, si elles sont par la suite sélectionnées.
Les prestations portent sur les textes, les images et les contenus audio. Flitto commercialise également la mise en relation entre des traducteurs dans divers domaines (littéraire, scientifique, technologique...) et des entreprises. Le client sélectionne le prestataire et négocie directement avec lui. 
Les langues disponibles sont : l'allemand, l'anglais, l'arabe, le chinois (simplifié), le chinois (traditionnel), le coréen, l'espagnol, le français, le hindi, l'indonésien, l'italien, le japonais, le portugais, le russe, le tagalog, le thaï, le turc, le vietnamien.